# Cerkiew Trójcy Świętej w Mariampolu
Cerkiew Trójcy Świętej – zabytkowa murowana cerkiew prawosławna w Mariampolu. Świątynia parafialna. Należy do dekanatu kowieńskiego eparchii wileńskiej i litewskiej Rosyjskiego Kościoła Prawosławnego.

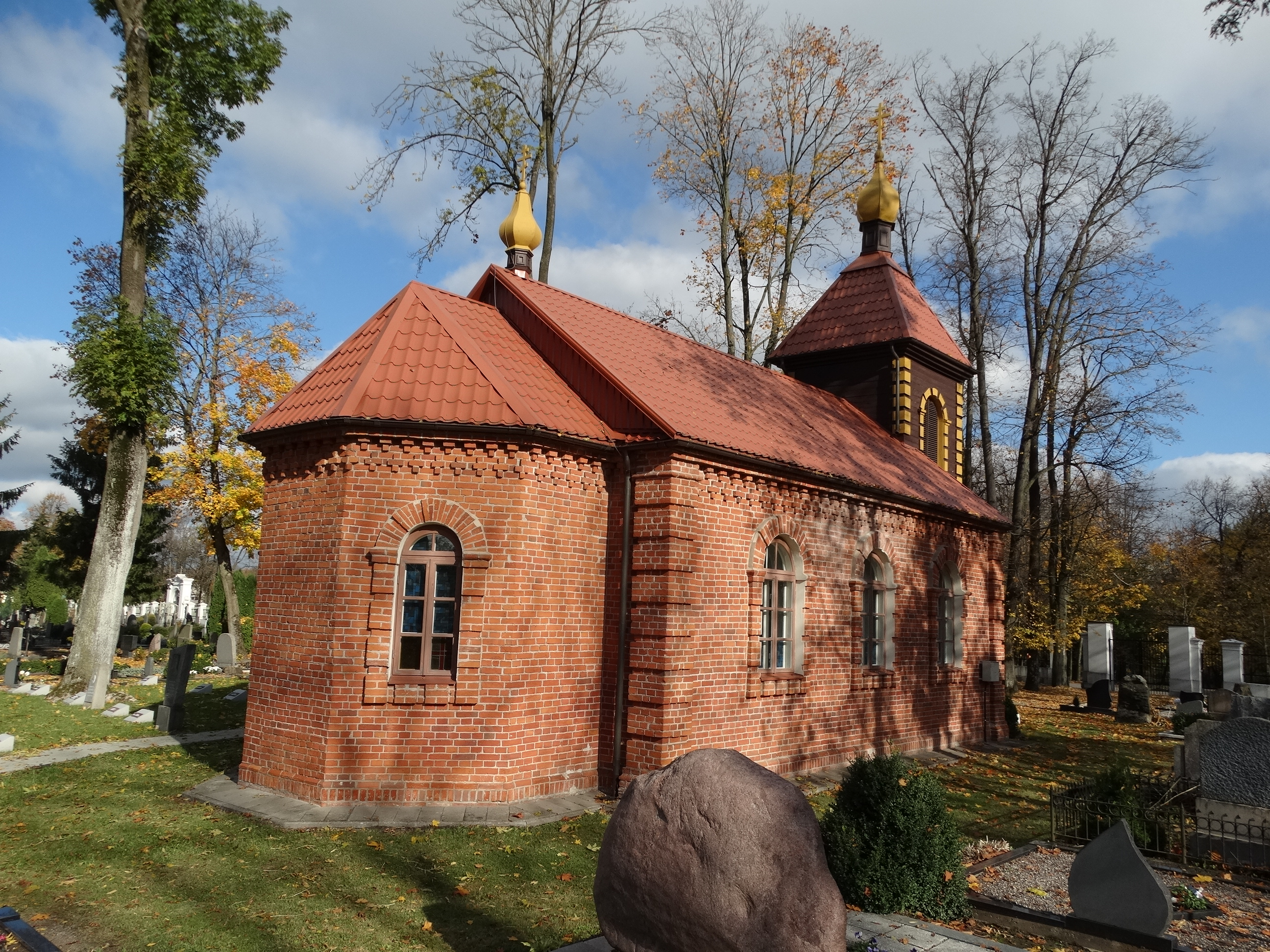

Świątynia znajduje się w pobliżu centrum Mariampola, na cmentarzu miejskim, przy ulicy P. Armino 38A.
Cerkiew została zbudowana w 1894, poświęcona w 1901. Gruntownie wyremontowana w 1949. Decyzją władz radzieckich zamknięta w 1959; od tego czasu budynek świątyni był wykorzystywany jako pomieszczenie gospodarcze cmentarza. W późniejszym okresie cerkiew przeznaczono do rozbiórki, jednak tych planów nie zrealizowano.
Świątynia została odzyskana przez prawosławnych w 1992. Obiekt całkowicie odrestaurowano (przy wydatnej pomocy władz Mariampola); ostatnie prace ukończono w 2008. 26 marca 2006 odprawiono w cerkwi pierwsze nabożeństwo od czasu jej zamknięcia. Ponownej konsekracji świątyni dokonał 18 września 2011 arcybiskup wileński i litewski Innocenty.
Nabożeństwa w cerkwi odbywają się raz w miesiącu.
Cerkiew wpisano do rejestru zabytków 27 maja 2011.